# كنيس ربي مير طوليدانو بمكناس
كنيس ربي مير طوليدانو هو كنيس يقع في الملاح، الحي اليهودي بالمدينة العتيقة لمكناس، المغرب.
يعود تاريخ بناء الكنيس للمرة الأولى إلى القرن الثالث عشر، قبل أن يتم تدميره بسبب زلزال عام 1630. وقد أعادت عائلة طوليدانو (نسبة إلى طليطلة) بناء الكنيس بعد استقرارها بمكناس. 

## أصل التسمية
تمت تسمية المعبد على اسم الحاخام مير طوليدانو ، وهو حاخام من نفس العائلة ، اشتهر بتحرير ونشر أعمال زوج والدته موسى بن دانيال في التوراة عام 1803 تحت اسم مليخيت ها كوديش.

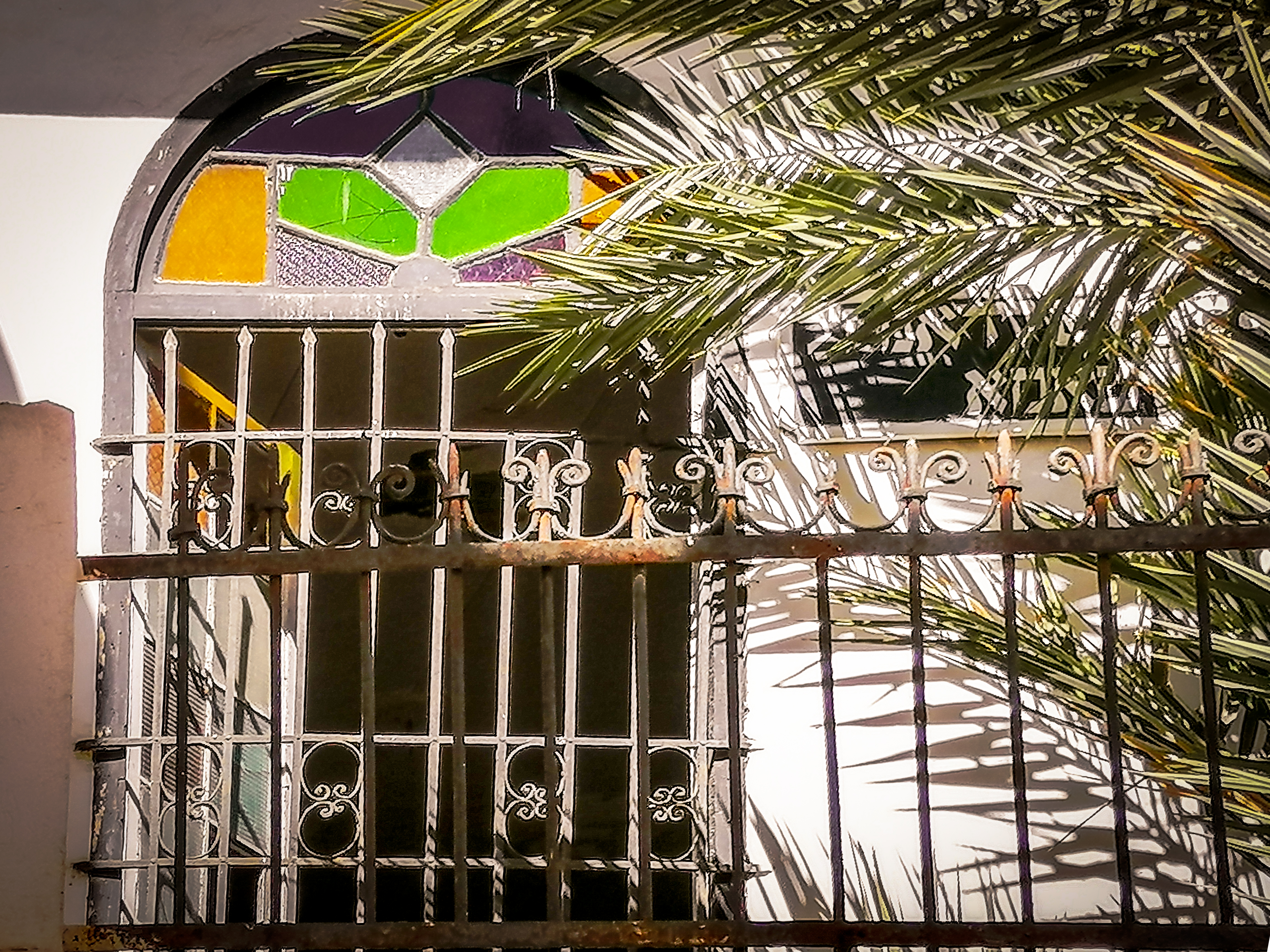
نافذة الكنيس.